# Атир
Атир (фр. Atur) насеље је и општина у југозападној Француској у региону Аквитанија, у департману Дордоња која припада префектури Периже.
По подацима из 2011. године у општини је живело 1.831 становника, а густина насељености је износила 95,71 становника/km². Општина се простире на површини од 19,13 km². Налази се на средњој надморској висини од 239 метара (максималној 271 m, а минималној 115 m).

## Демографија
| 1962. | 1968. | 1975. | 1982. | 1990. | 1999. | 2011. |
| ----- | ----- | ----- | ----- | ----- | ----- | ----- |
| 517   | 560   | 836   | 1.082 | 1.248 | 1.491 | 1.831 |